# Elezioni parlamentari in India del 2014
Le elezioni parlamentari in India del 2014 si tennero dal 7 aprile al 12 maggio per il rinnovo della Lok Sabha. In seguito all'esito elettorale, Narendra Modi, espressione del Bharatiya Janata Party, divenne Primo ministro.

## Risultati
| Liste                                    | Voti        | %     | Seggi |
| ---------------------------------------- | ----------- | ----- | ----- |
| Bharatiya Janata Party                   | 171 657 549 | 31,00 | 282   |
| Congresso Nazionale Indiano              | 106 938 242 | 19,31 | 44    |
| Bahujan Samaj Party                      | 22 946 182  | 4,14  | –     |
| All India Trinamool Congress             | 21 259 681  | 3,84  | 34    |
| Samajwadi Party                          | 18 672 916  | 3,37  | 5     |
| All India Anna Dravida Munnetra Kazhagam | 18 115 825  | 3,27  | 37    |
| Partito Comunista d'India (Marxista)     | 17 986 773  | 3,25  | 9     |
| Telugu Desam Party                       | 14 094 545  | 2,55  | 16    |
| YSR Congress Party                       | 13 991 280  | 2,53  | 9     |
| Aam Aadmi Party                          | 11 325 635  | 2,05  | 4     |
| Shiv Sena                                | 10 262 982  | 1,85  | 18    |
| Dravida Munnetra Kazhagam                | 9 636 430   | 1,74  | –     |
| Biju Janata Dal                          | 9 491 497   | 1,71  | 20    |
| Partito del Congresso Nazionalista       | 8 635 554   | 1,56  | 6     |
| Rashtriya Janata Dal                     | 7 442 313   | 1,34  | 4     |
| Telangana Rashtra Samithi                | 6 736 490   | 1,22  | 11    |
| None of the above                        | 6 000 197   | 1,08  | –     |
| Janata Dal (United)                      | 5 992 196   | 1,08  | 2     |
| Partito Comunista d'India                | 4 327 298   | 0,78  | 1     |
| Janata Dal (Secular)                     | 3 731 481   | 0,67  | 2     |
| Shiromani Akali Dal                      | 3 636 148   | 0,66  | 4     |
| Indian National Lok Dal                  | 2 799 899   | 0,51  | 2     |
| Indipendenti                             | 16 743 719  | 3,02  | 3     |
| Altri <0,50%                             | 41 376 969  | 7,47  | 30    |
| Totale                                   | 553 801 801 | 100   | 543   |